# Филепитты
Филепитты (лат. Philepitta) — род птиц семейства мадагаскарские питтовые (Philepittidae). Этот род был выделен Исидором Жоффруа Сен-Илером в 1838 году.

## Этимология
Название рода Philepitta представляет собой комбинацию французского названия philédon для филемонов, рода птиц из семейства Медососовые (Meliphagidae) и pitta для птиц из рода «питта». По другой более вероятной версии название рода происходит от сочетания префикса φίλο- (filo-, «друг», «родственник») из древнегреческого языка с родовым названием Pitta, названием рода птиц, с которым Philepittidae не состоят в близком родстве, но, скорее, обладают определённым морфологическим  сходством.

## Описание
Это плотные птицы с длиной тела около двадцати сантиметров, с короткими округлыми крыльями, квадратным, почти отсутствующим хвостом и коническим, острым клювом. У обоих видов наблюдается выраженный половой диморфизм: самка имеет более скромную и менее интенсивную окраску, чем самец, у которого также гораздо более выраженные и ярко окрашенные окологлазничные наросты.

## Распространение и среда обитания

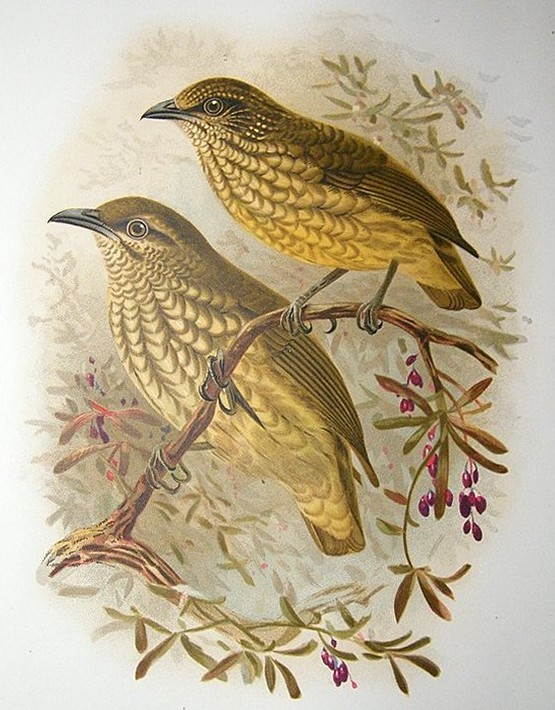
Вверху: молодая особь P. schlegeli, внизу: молодой P. castanea.

Эти эндемики Мадагаскара населяют северо-западную и восточную прибрежную полосу. Их среда обитания — лесные районы с густым подлеском, где они предпочитают жить. Питаются преимущественно фруктами и часто спускаются на землю.

## Таксономия
Род Philepitta, как и сестринский с ним род Neodrepanis, ранее был выделен в отдельное семейство Philepittidae. Хотя некоторые авторы продолжают признавать обоснованность этой классификации, в 2012 оба рода были объединены Международным орнитологическим конгрессом в семейство Eurylaimidae, внутри которого они образуют самостоятельное подсемейство Philepittinae.
К этому роду отнесены два вида:
- Бархатистая филепитта (Philepitta castanea), обитающая на восточном Мадагаскаре
- Желтобрюхая филепитта (Philepitta schlegeli), обитающая на северо-западе Мадагаскара

По другой классификации Philepitta  является типовым родом нового семейства птиц, Philepittidae, в которое вошли оба рода Мадагаскарских питтовых.